# Schlosswil
Schlosswil es una comuna suiza del cantón de Berna, situada en el distrito administrativo de Berna-Mittelland. Limita al norte con las comunas de Worb y Biglen, al este con Grosshöchstetten, al sur y suroeste con Konolfingen, y al oeste con Münsingen.
Hasta el 31 de diciembre de 2009 situada en el distrito de Konolfingen.

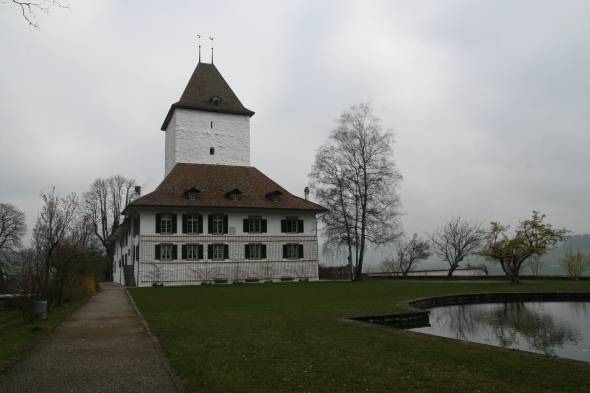
Castillo de Wil.